# Кемостат
Кемостат  — інгібітор серинової протеази. Ферменти серинової протеази мають різноманітні функції в організмі, тому кемостат має різноманітний спектр використання. Кемостат схвалений в Японії для лікування хронічного панкреатиту та післяопераційного рефлюкс-езофагіту. Пероральний інгібітор протеолітичного ферменту «Foipan Tablets» існує на ринку з 1985 року. Виробник — Ono Pharmaceutical (яп.). Препарат застосовується для лікування деяких форм раку, а також ефективний проти деяких вірусних інфекцій, а також пригнічує фіброз при захворюваннях печінки або нирок або панкреатиті.

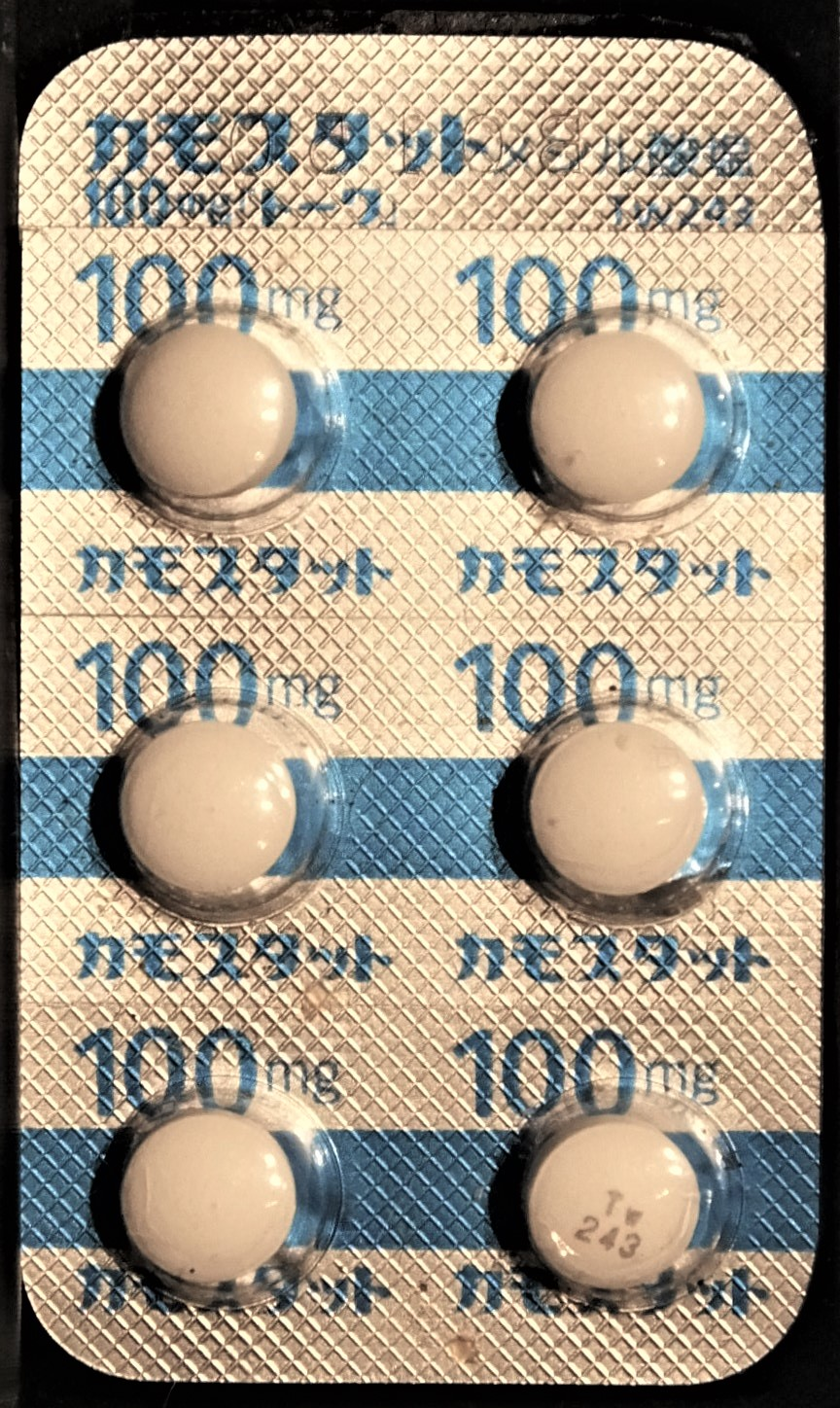
Кемостат 100 мг таблетки (японський блістер)

Кровозупинна дія препарату досліджується. FDA не зареєструвало препарат для застосування.

## Фармакологія
Він є інгібітором ферменту трансмембранної протеази, серину 2 (англ. TMPRSS2).
Для хронічного панкреатиту типова доза кемостату становить 600 мг на добу, при післяопераційному рефлюкс-езофагіті 300 мг. Добову дозу ділять на 3 приймання і вживають одразу після їжі.

## Побічні ефекти
Повідомлялося про алергічні реакції, включаючи анафілаксію, гіперчутливість, гіперкаліємію, виснаження тромбоцитів і лейкоцитів, порушення функції печінки, жовтяницю.

## COVID-19
Інгібування TMPRSS2 частково блокує інфекцію SARS-CoV та коронавірусом людини NL63 у культурах клітин HeLa. Ще в пробірці дослідження показало, що кемостат значно зменшує зараження Calu-3 легеневих клітин від SARS-CoV-2, відповідальним за COVID-19.
В даний час він проходить багато клінічних випробувань Першої та другої фаз., Ono Pharmaceutical розпочала у листопаді 2020 року 3 фазу клінічного випробування препарату.
Кемостат знижував рівень СРБ краще порівняно з Лопінавіром/Ритонавіром у невеликому дослідженні серед пацієнтів із COVID-19 легкого ступеня. Кемостат знижував ступінь тяжкості COVID-19, покращував маркери запалення та оксигенацію порівняно з пацієнтами, які отримували гідроксихлорохін.

## Синоніми

### Торгові марки
Archiment (Ohara Yakuhin,(яп.) ), Camoent (Tsuruhara Seiyaku Pharmaceutical, (яп.)),
Camostat Mesilate (Daito, Kyowa Yakuhin, Medisa Shinyaku, Nichi-Iko Pharmaceutical, Nihon Generic, Nipro, Ohara Yakuhin Takeda Teva Pharma,  Tatsumi Yakuhin, Towa Yakuhin, Tsuruhara Seiyaku Pharmaceutical - (яп.)),
Camostate (Nichi-Iko Pharmaceutical, (яп.)), Camoston (Teva Seiyaku, (яп.)), Camotat (Kobayashi Kako, (яп.)), Carmozacine (Nipro Pharma Nipurofama, (яп.)), Foipan (Ono Yakuhin, (яп.)),
Foipan Ilsung (Ilsung, South Korea),
Kamostaal (Towa Yakuhin, (яп.)), Leanac (Maeda Yakuhin, (яп.)), Leseplon (Tatsumi Kagaku, (яп.)), Libilister (Takeda Teva Pharma, (яп.)), Mecilpan (Choseido Pharmaceutical, (яп.)), Mospan (Daito, (яп.)), Pancrel (Kyowa Yakuhin, (яп.)), Raintat (Koa Isei, (яп.))

### Дженерики
Camostat Mesilate, Armostat mesylate, FOY 305, FOY S 980, Camostat Mesilate